# Contrasts
Contrasts è l'ottavo album in studio della musicista azera Aziza Mustafa Zadeh, pubblicato nel 2006.

## Tracce
1. Singing Nature – 5:09
2. Night Life in Georgien – 3:28
3. Stars Dance – 5:23
4. Dreaming Sheherezadeh – 2:50
5. Bachuana – 1:45
6. Last Day of Chopin – 3:38
7. Past of Future – 5:12
8. Contrasts – 5:36
9. Egocentric Bumble-Bee – 1:30
10. Jazzerei in Träumerei – 4:30
11. Bolero – 5:43
12. The Way to the Palace – 1:38
13. The Mirror of the Miracles – 1:45
14. The Nightingale & The Rose – 4:45
15. Cloudy Evening – 3:26